# خشم العان (محافظة نجران)
خشم العان هو مركزٌ سعوديٌ تابعٌ لمحافظة نجران التابعة لمنطقة نجران، في المملكة العربية السعودية. المركز من الفئة (ب)، ورمزه 2410 حسب دليل الترميز الموحد للمناطق الإدارية بالمملكة العربية السعودية.